# 1991 concerti
1991 concerti è un album live di Fabrizio De André, registrato durante il tour del 1991 e pubblicato nell'autunno dello stesso anno.

## Tracce

### Disco 1
1. Don Raffaè - 5:11 - (Fabrizio De André, Mauro Pagani)
2. La domenica delle salme - 6:02 - (Fabrizio De André, Mauro Pagani)
3. Fiume Sand Creek - 5:07 - (Fabrizio De André, Massimo Bubola)
4. Hotel Supramonte - 4:31 - (Fabrizio De André, Massimo Bubola)
5. Se ti tagliassero a pezzetti - 4:09 - (Fabrizio De André, Massimo Bubola)
6. Il gorilla [Le gorille] - 4:23 - (Testo italiano Fabrizio De André - Testo e Musica di Georges Brassens)
7. La canzone dell'amore perduto - 3:44 - (Fabrizio De André)
8. Il testamento di Tito - 6:50 - (Fabrizio De André)
9. La canzone di Marinella - 3:39 - (Fabrizio De André)

### Disco 2
1. Crêuza de mä - 6:42 - (Fabrizio De André, Mauro Pagani)
2. Jamín-a - 4:18 - (Fabrizio De André, Mauro Pagani)
3. Sidún - 5'58 - (Fabrizio De André, Mauro Pagani)
4. Mégu megún - 5:29 - (Fabrizio De André, Ivano Fossati - Fabrizio De André, Mauro Pagani)
5. 'Â pittima - 3:02 - (Fabrizio De André, Mauro Pagani)
6. Â duménega - 4:15 - (Fabrizio De André, Mauro Pagani)
7. 'Â çímma - 5:51 - (Fabrizio De André, Ivano Fossati - Fabrizio De André, Mauro Pagani)
8. Sinàn Capudàn Pascià - 5:25 - (Fabrizio De André, Mauro Pagani)
9. Le nuvole - 2:20 - (Fabrizio De André, Mauro Pagani)

## Musicisti
- Fabrizio De André: voce
- Michele Ascolese: chitarra, bouzouki, mandolino, seconde voci
- Ellade Bandini: batteria
- Giorgio Cordini: chitarra, bouzouki, mandolino, tastiera aggiuntiva, seconde voci
- Gilberto Martellieri: pianoforte, tastiera, fisarmonica
- Pier Michelatti: basso, seconde voci
- Naco: percussioni, gabbiani
- Mauro Pagani: violino, mandolino, flauto, kazoo, bouzouki, oud, 'ndelele (viola suonata a plettro), seconde voci
- Giancarlo Parisi: flauto, ottavino, sax soprano, clarinetto, ciaramella, zampogna, tastiera aggiuntiva